# Eurasier
För hundrasen eurasier, se Eurasier (hundras)
Eurasier var ursprungligen en i Brittiska Indien förekommande benämning för ett barn av en indisk kvinna och en europeisk man. Begreppet används ibland även i andra asiatiska länder med annan innebörd. Exempelvis kan det vara en person av blandad härkomst från Asien och Europa överlag.